# Mpambala
Mpambala ist ein ländlicher Verwaltungsbezirk (englisch Ward) des Distrikts Mkalama in der tansanischen Region Singida.

## Geografie
Mpambala ist ein Bezirk im nördlichen Zentralteil von Tansania etwa 80 Kilometer Luftlinie nördlich der Regionshauptstadt Singida. Das Gebiet liegt auf einer Hochfläche in etwa 1000 Meter Seehöhe, die Grenze im Norden bildet der Fluss Sibiti. Bei der Volkszählung 2022 lebten 14.574 Menschen in 1916 Haushalten auf einer Fläche von 239 Quadratkilometern.
Der Bezirk grenzt im Norden an den Distrikt Meatu der Region Simiyu, im Westen an den Distrikt Iramba und sonst an drei Bezirke des Distrikts Mkalama:
|        | Meatu                                       |          |
| Kidaru | Kompassrose, die auf Nachbargemeinden zeigt | Mwangeza |
|        | Gumanga                                     | Ibaga    |

## Gliederung
Der Bezirk besteht aus vier Gemeinden (swahili Mtaa) mit 26 Orten (Kitongoji):
| Lugongo - Mpangolo - Mgunga - Mabambasi A - Mabambasi B - Migingi | Nyahaa - Misingoma - Itianundu - Ulyanzobe - Mwamagili - Mwandalya - Malunjula - Mwamakona - Usulwa | Mkiko - Mwadundu - Msingisa - Matofali - Tatazi - Mababasi A - Mababasi B - Mazimilu - Mguluike | Mpambala - Chemchem - Mpambala Kati - Mpambala Kusini - Mabambasi - Mlimani |

## Infrastruktur
- Bildung: Die Chemchem Secondary School ist eine staatliche weiterführende Schule, die als Tagesschule Jugendliche bis zur 4. Stufe ausbildet.[7]
- Gesundheit: Im Bezirk liegt eine staatliche Apotheke.[8]